# 慈悲麻立干

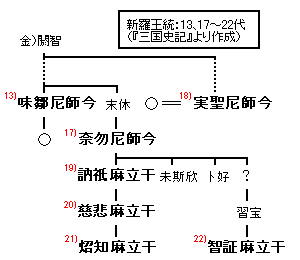
三国史记中的新罗国世系

慈悲麻立干（？—479年），新羅第20代君主。父為奈勿王與保反夫人之長子訥祇麻立干，母為實聖麻立干與內留夫人之女阿孝夫人，妃為叔父未斯欣(美海)與紫我夫人之女巴胡夫人。
公元474年，高句麗長壽王大舉入侵百濟，百濟蓋鹵王請求援軍，慈悲麻立干出兵救援。未至，百濟已陷，而蓋鹵王被殺。慈悲麻立干卻因此奠定「羅濟同盟」至公元6世紀。
死後，其子炤知麻立干繼位。